# Бухтин, Василий Васильевич
Василий Васильевич Бухтин (1918—2001) — начальник шахты № 20 города Воркуты. Герой Социалистического Труда.
В 1942 году после окончания Московского горного института (сейчас — Горный институт НИТУ «МИСиС») направлен в «Воркутстрой». В 1942—1945 гг. работал десятником и начальником участка шахты № 5. Впоследствии начальник шахт № 30, 26, 25, 1 «Капитальная». В 1960 году, как опытный руководитель и специалист горного дела, возглавил коллектив шахты № 20 (позже «Октябрьская») и в этой должности работал 19 лет. Под его руководством шахта в сжатые сроки достигла проектной мощности, устойчиво работали все участки.
За выдающиеся успехи в выполнении семилетнего плана развития и достижение высоких технико-экономических показателей в работе 29.06.1966 года присвоено звание Героя Социалистического Труда. За плодотворный труд награждён рядом государственных и отраслевых наград: медалью «За трудовое отличие», орденами «Знак Почёта», Трудового Красного Знамени. Является полным кавалером знака «Шахтёрская слава».